# Іванівська сільська рада (Чаплинський район)
Іва́нівська сільська́ ра́да — адміністративно-територіальна одиниця та орган місцевого самоврядування в Чаплинському районі Херсонської області. Адміністративний центр — село Іванівка.

## Загальні відомості
- Територія ради: 80 км²
- Населення ради: 1 128 осіб (станом на 2001 рік)

## Населені пункти
Сільській раді були підпорядковані населені пункти:
- с. Іванівка

## Склад ради
Рада складалася з 12 депутатів та голови.
- Голова ради: Зелена Валентина Василівна

### Керівний склад попередніх скликань
| Прізвище, ім'я, по батькові | Основні відомості                                                                                          | Дата обрання | Дата звільнення |
| --------------------------- | --- | ------------ | --------------- |
| Шостак Олександр Васильович | Сільський голова, 1963 року народження, освіта вища, безпартійний, був головою ради попереднього скликання | 26.03.2006   | 31.10.2010      |
| Шостак Олександр Васильович | Сільський голова, 1963 року народження, освіта вища, безпартійний                                          | 31.10.2010   | 11.12.2011      |
| Зелена Валентина Василівна  | Сільський голова, 1962 року народження, освіта середня спеціальна, позапартійна                            | 11.12.2011   |                 |

Примітка: таблиця складена за даними сайту Верховної Ради України

### Депутати
За результатами місцевих виборів 2010 року депутатами ради стали:

#### За суб'єктами висування
| Суб'єкт висування           | Кількість обраних депутатів | %    |
| --------------------------- | --------------------------- | ---- |
| Партія регіонів             | 6                           | 50   |
| Комуністична партія України | 5                           | 41,7 |
| Самовисування               | 1                           | 8,3  |

#### За округами
| № округу                    | Прізвище, ім'я, по батькові     | Дата визнання обраним | Освіта             | Партійна приналежність            | Відомості про обраного депутата              |
| --------------------------- | ------------------------------- | --------------------- | ------------------ | --------------------------------- | -------------------------------------------- |
| Комуністична партія України |                                 |                       |                    |                                   |                                              |
| 1                           | Смирнов Сергій Сергійович       | 02.11.2010            | середня спеціальна | позапартійний                     | тимчасово не працює                          |
| 2                           | Погорілий Андрій Володимирович  | 02.11.2010            | середня            | позапартійний                     | ПП «Бризги Сиваша», робітник                 |
| 6                           | Шлемпа Сергій Анатолійович      | 02.11.2010            | середня            | член Комуністичної партії України | тимчасово не працює                          |
| 8                           | Петриченко Володимир Григорович | 02.11.2010            | середня            | член Комуністичної партії України | ТОВ «Сиваш», робітник                        |
| 10                          | Кіш Михайло Степанович          | 02.11.2010            | середня            | член Комуністичної партії України | Іванівська загальноосвітня школа, кочегар    |
| Партія регіонів             |                                 |                       |                    |                                   |                                              |
| 3                           | Чеботарьов Олег Дмитрович       | 02.11.2010            | середня спеціальна | член Партії регіонів              | Іванівська загальноосвітня школа, охоронник  |
| 4                           | Клюєв Сергій Олександрович      | 02.11.2010            | середня            | член Партії регіонів              | Іванівська загальноосвітня школа, слюсар     |
| 5                           | Лавриненко Юрій Вікторович      | 02.11.2010            | середня            | член Партії регіонів              | фермерське господарство «Лавриненко», голова |
| 7                           | Фриз Тетяна Іванівна            | 02.11.2010            | вища               | член Партії регіонів              | тимчасово не працює                          |
| 9                           | Фарина Віктор Йосипович         | 02.11.2010            | вища               | член Партії регіонів              | тимчасово не працює                          |
| 11                          | Фриз Сергій Петрович            | 02.11.2010            | вища               | член Партії регіонів              | тимчасово не працює                          |
| Самовисування               |                                 |                       |                    |                                   |                                              |
| 12                          | Фриз Альона Вікторівна          | 20.02.2012            | вища               | член Партії регіонів              | тимчасово не працює                          |

## Населення
Згідно з переписом УРСР 1989 року чисельність наявного населення села становила 1260 осіб, з яких 595 чоловіків та 665 жінок.
За переписом населення України 2001 року в селі мешкало 1128 осіб.

### Мова
Розподіл населення за рідною мовою за даними перепису 2001 року:
| Мова       | Відсоток |
| ---------- | -------- |
| українська | 96,19 %  |
| російська  | 3,01 %   |
| білоруська | 0,53 %   |
| молдовська | 0,09 %   |